# SAK S 3
SAK S 3 (Sakkara Süd 3) ist der provisorische, moderne Name einer altägyptischen Pyramide, die im Frühjahr 2006 bei einem Survey in Sakkara-Süd nördlich der Chendjer-Pyramide gefunden wurde. Die Anlage erscheint auf einigen alten Karten als Hügel, ohne dass sie als Pyramide identifiziert wurde. Sie datiert mit einiger Sicherheit in die 13. Dynastie (um 1750 v. Chr.).

## Baudetails
Die Umrisse der Pyramide deuten auf eine Basis von etwa 55 × 55 m hin, was ca. 100 Königsellen entspricht. Dies ist wiederum ein beliebtes Pyramidenmaß der 13. Dynastie. Innerhalb der Pyramidenfläche befindet sich eine rechteckige Grube von etwa 20 × 25 m, in der die Substruktur der Pyramide gebaut werden sollte. Der Zugang zur Grube erfolgte von Osten. Die Grube ist von einigen bis 2 m großen Schutthaufen umgeben, die sowohl Kalksteinfragmente als auch Überreste von Lehmziegeln enthalten. Die Fundlage deutet darauf hin, dass die Pyramide bereits kurz nach Baubeginn aufgegeben wurde.

## Erforschung
Da die Pyramide bisher nicht systematisch ausgegraben wurde, kann keine Aussage über den Besitzer getroffen werden. Keramikfunde an der Oberfläche datieren in die 13. Dynastie.